# Glyphodera ugandensis
Glyphodera ugandensis är en tvåvingeart som beskrevs av Willi Hennig 1935. Glyphodera ugandensis ingår i släktet Glyphodera och familjen skridflugor.
Artens utbredningsområde är Uganda. Inga underarter finns listade i Catalogue of Life.